# Paris (Sabrina Carpenter)
Paris è un singolo della cantante statunitense Sabrina Carpenter, pubblicato il 24 ottobre 2018 come primo promozionale estratto dal suo terzo album in studio Singular: Act I.
La canzone è stata scritta da Jason Evigan, Brett McLaughlin e dalla stessa Carpenter.

## Descrizione
Paris è una canzone R&B che parla della Carpenter mentre è nella città di Parigi, che le ricorda un amante di Los Angeles.

## Accoglienza
Line of Best Fit l'ha definita «eccellente».

## Video musicale
Il video musicale è stato pubblicato il 21 dicembre 2018.